# Grégory Paisley
Grégory Paisley (født 7. juli 1977 i Paris, Frankrig) er en fransk tidligere fodboldspiller (forsvarer).
Paisley tilbragte størstedelen af sin karriere i hjemlandet, hvor han blandt andet repræsenterede Paris SG, Sochaux, Troyes og Strasbourg. Han var med til at vinde pokalturneringen Coupe de la Ligue med Sochaux i 2004.

## Titler
Coupe de la Ligue
- 2004 med Sochaux